# Ilê Babá Aboulá
Ilê Babá Aboulá mais conhecido como Ilê Agboulá ou Omo Ilê Agbôula, localizado no Alto da Bela Vista, em Ponta de Areia, na Ilha de Itaparica, no estado da Bahia. Foi o primeiro terreiro do Brasil a cultuar os egunguns trazidos da África. É hoje, no Brasil, um dos poucos lugares dedicados exclusivamente ao Culto aos egunguns.
Sua fundação remonta ao primeiro quarto do século XX, por Eduardo Daniel de Paula, Tio Opê, Tio Serafim e Tio Marcos, mas a comunidade que lhe deu origem e que lhe mantém os fundamentos está estabelecida na Ilha, há cerca de duzentos anos.
Essa comunidade se constitui de mais ou menos cem famílias que vivem da pesca, da coleta e venda de frutos e, hoje, de pequenos empregos propiciados pela indústria turística que se expande na Ilha de uns dez anos para cá. Mas apesar de toda a transformação que os novos tempos ocasionaram em Itaparica, a comunidade do Ilê Aboulá se mantém coesa orientada pelo alabá Balbino Daniel de Paula, homônimo de Obarayi. Tanto que, mesmo os que por qualquer contingência não moram mais na Ilha, para lá retornam sempre que há oportunidade, nas ocasiões de festas e obrigações, reatando os laços que os unem à sua ancestralidade africana.